# Cattedrale di Nostra Signora e di Sant'Adalberto
La cattedrale di Nostra Signora e di Sant'Adalberto è la cattedrale dell'arcidiocesi di Esztergom-Budapest e si trova a Esztergom. Come caput, mater et magistra ecclesiarum Hungariae è la più grande chiesa d'Ungheria e sta al 18º posto fra tutte le chiese del mondo come dimensioni.

## Storia
La prima chiesa venne fatta erigere da Stefano I d'Ungheria all'inizio del secondo millennio. Distrutta nel XII secolo da un incendio, venne ricostruita e resistette alle incursioni dei Mongoli in Ungheria. Sotto Venceslao III di Boemia, candidato al trono d'Ungheria, fu restaurata ed elevata al rango di cattedrale. Nei secoli successivi i vescovi l'ingrandirono e l'abbellirono e presso di essa venne fondata una biblioteca che era considerata per importanza la seconda d'Ungheria. Nel 1543 venne distrutta nel corso delle guerre contro i turchi e sotto il loro dominio non venne ricostruita. Solo nel 1820 venne riportata nella città la sede dell'episcopato e l'arcivescovo Alexander Rudnay Divékújfalusi ne decise la ricostruzione, e nel 1822 l'architetto incaricato Pál Kühnel e l'impresario ed architetto János Packh ne posarono la prima pietra; la nuova costruzione si distanziava di circa 20 m dal luogo ov'era sita la precedente. Poiché nel 1838 l'impresario János Packh venne ucciso, subentrò nell'incarico József Hild. Essa venne costruita in stile neoclassico e venne completata sotto l'episcopato di János Scitovszky. Il 31 agosto 1856 ebbe luogo la consacrazione della chiesa, per la quale il compositore Franz Liszt compose la Missa solennis zur Einweihung der Basilika in Gran, ma i lavori terminarono solo dodici anni dopo. Essa ricevette il titolo di "chiesa-madre dell'Ungheria".

## Descrizione
La cattedrale è una chiesa ad una navata con un corto transetto. Due cappelle, la sala del tesoro del Duomo e un vestibolo ne completano la pianta nell'angolo destro.
Sulla crociera del transetto si elevano una cupola ed un tamburo. Il portico frontale è fiancheggiato da due torri campanarie. La superficie interna della chiesa si estende su 5.600 m2, con una lunghezza di 118 m ed una larghezza di 49. Dodici finestre ne illuminano l'interno. Con la cupola (diametro di 33,5 m) l'altezza massima interna della chiesa è di 71,5 m mentre quella esterna è di 100, misurata dalla cripta. La pala dell'altar maggiore (13,5 x 6,5 ,m) rappresenta l'Assunzione di Maria, un'opera del pittore italiano Michelangelo Grigoletti: si tratta del dipinto su un solo pezzo di tela più grande del mondo.
Le statue dei santi apostoli sono fatte dallo scultore italiano Marco Casagrande.
La cappella di Tamás Bakócz è opera di mastri italiani, realizzata fra il 1506 ed il 1507 in marmi di Süttő, le sue pareti sono decorate con motivi con motivi rinascimentali toscani. È un esempio di arte rinascimentale in Ungheria.
Le salme degli ultimi arcivescovi dell'arcidiocesi di Strigonio-Budapest trovano sede nella cripta, che è realizzata in stile Antico Egitto. In essa riposano, fra gli altri, le ossa del martire ungherese, cardinale József Mindszenty, che fu un fiero avversario del comunismo in Ungheria. Le sue ossa furono ivi traslate il 4 maggio 1991 dal santuario austriaco di Mariazell.

### Immagini della cattedrale

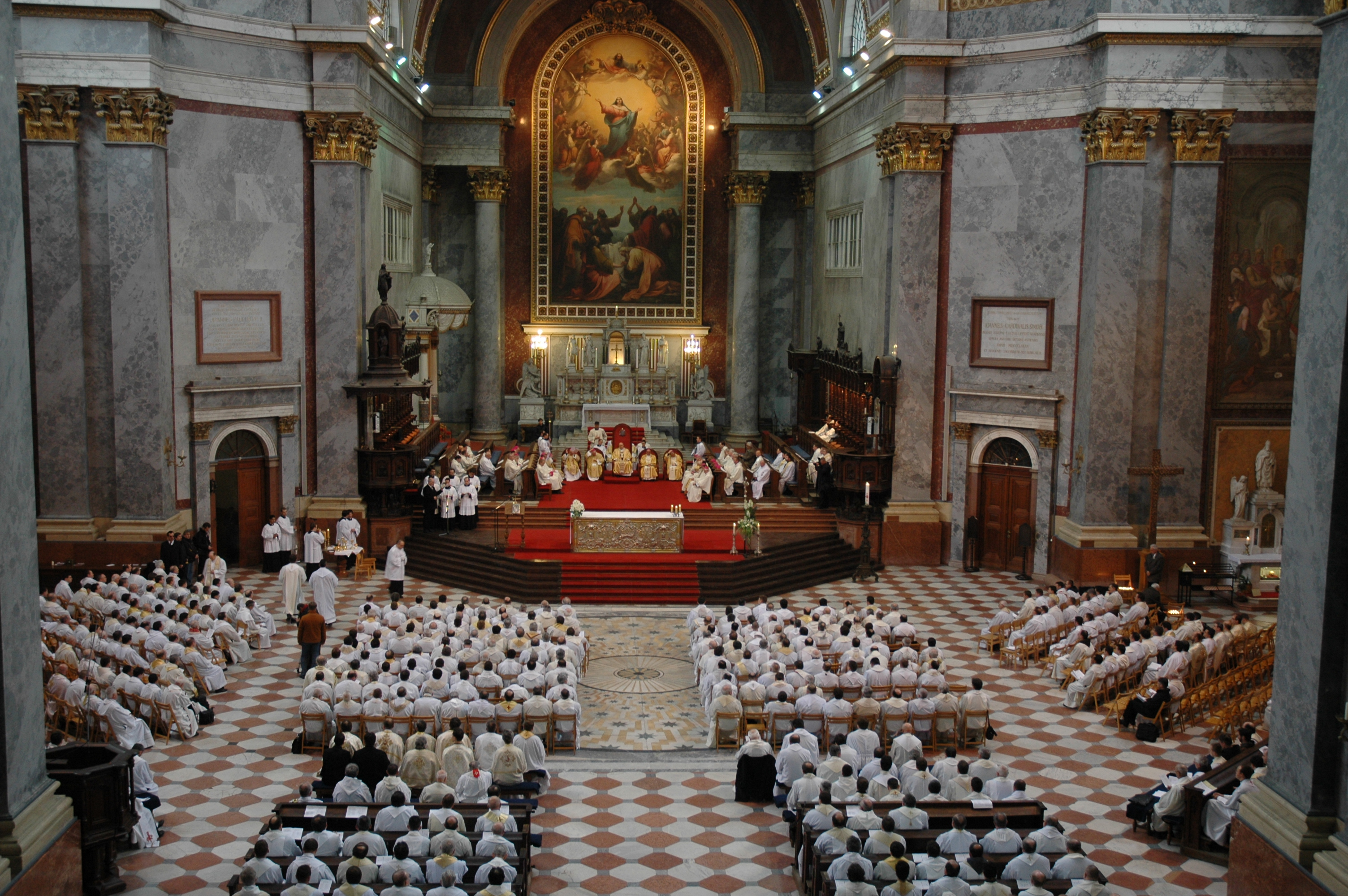
Veduta dell’interno della cattedrale
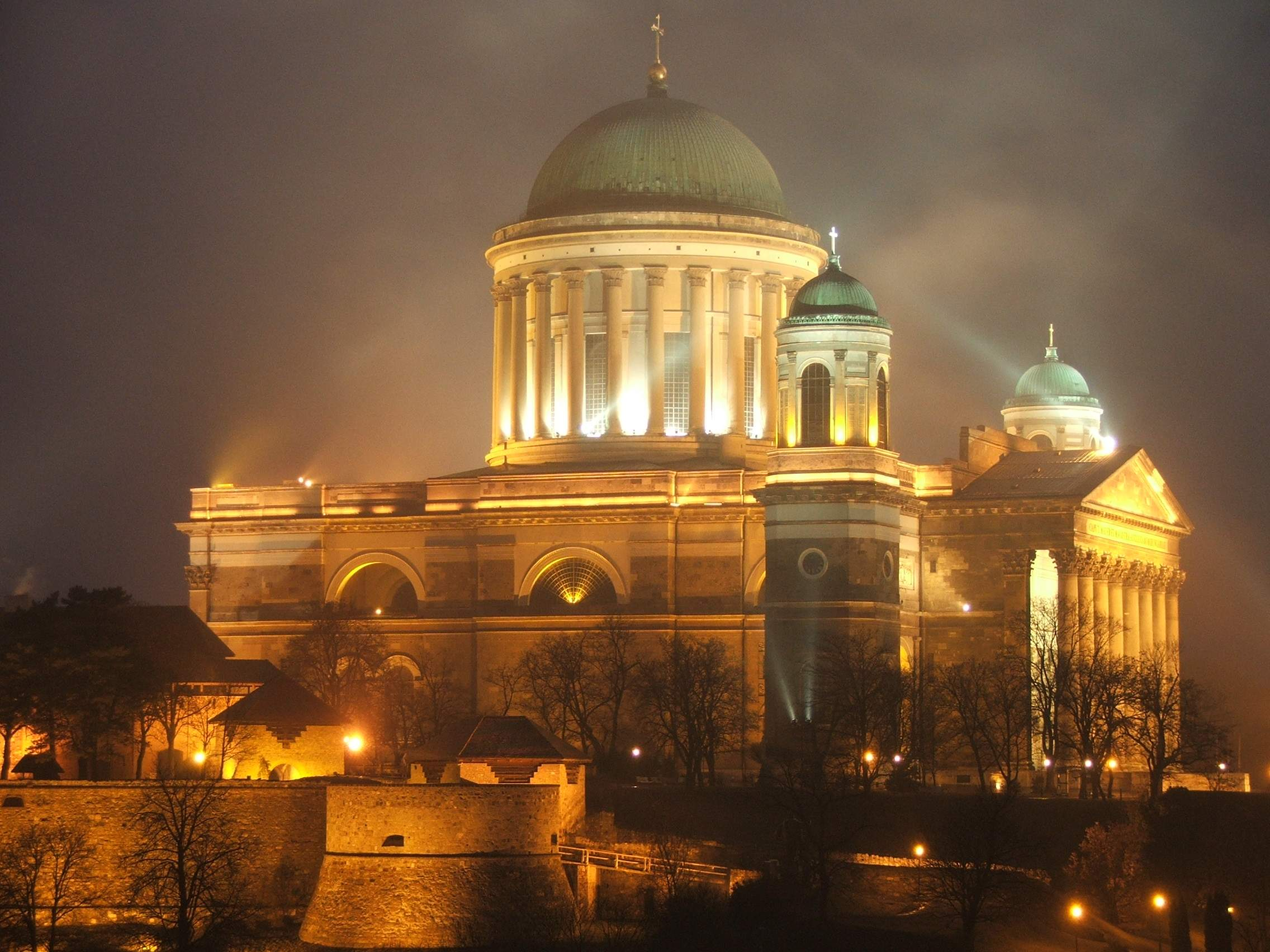
La cattedrale di notte
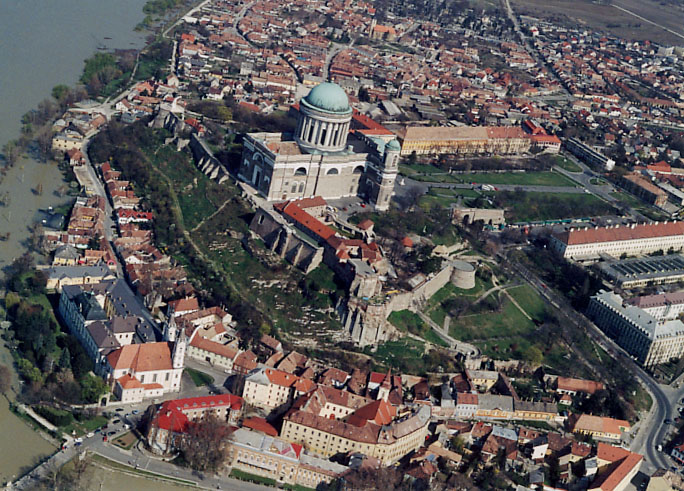
Veduta aerea della cattedrale
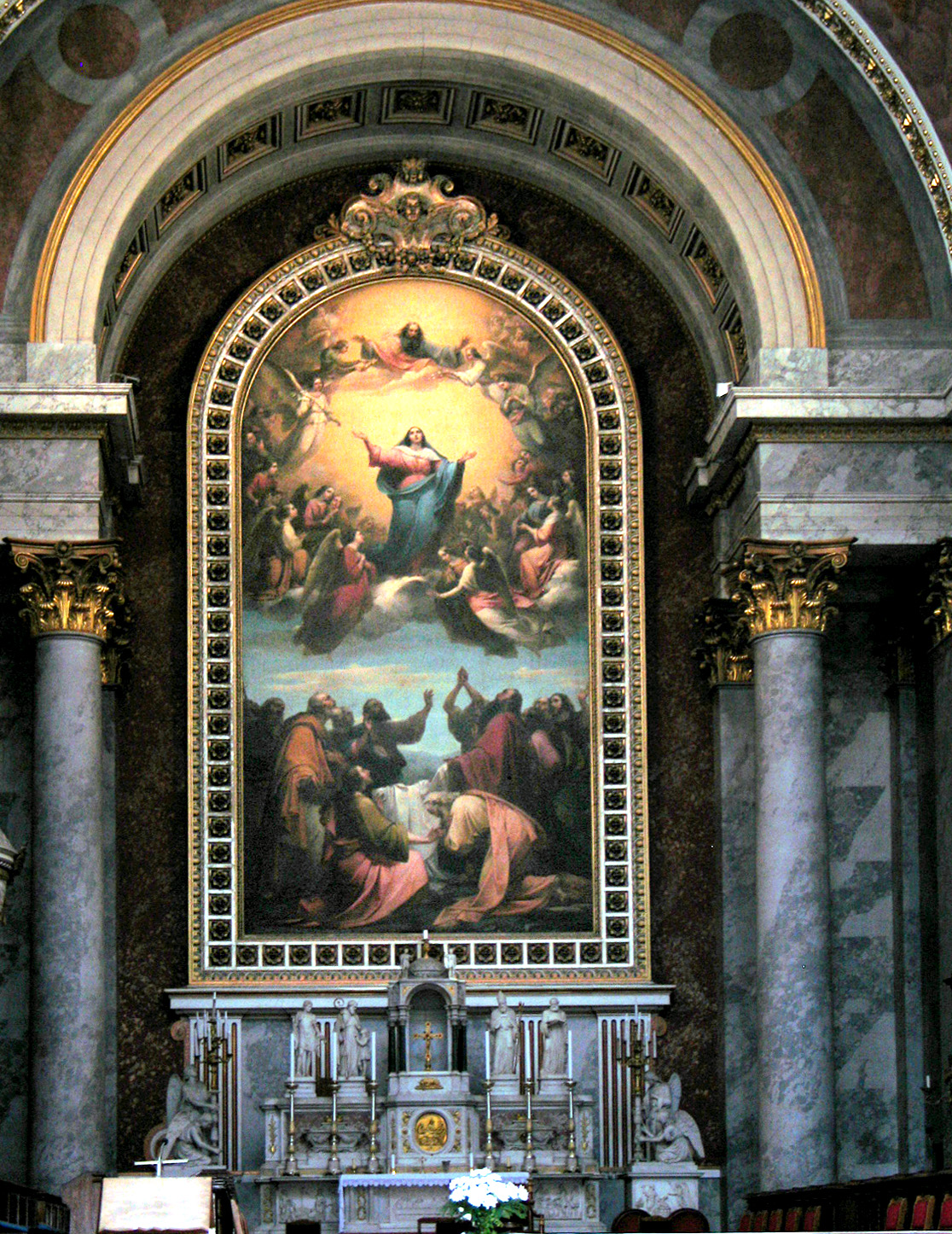
Pala dell'altar maggiore

## Organo

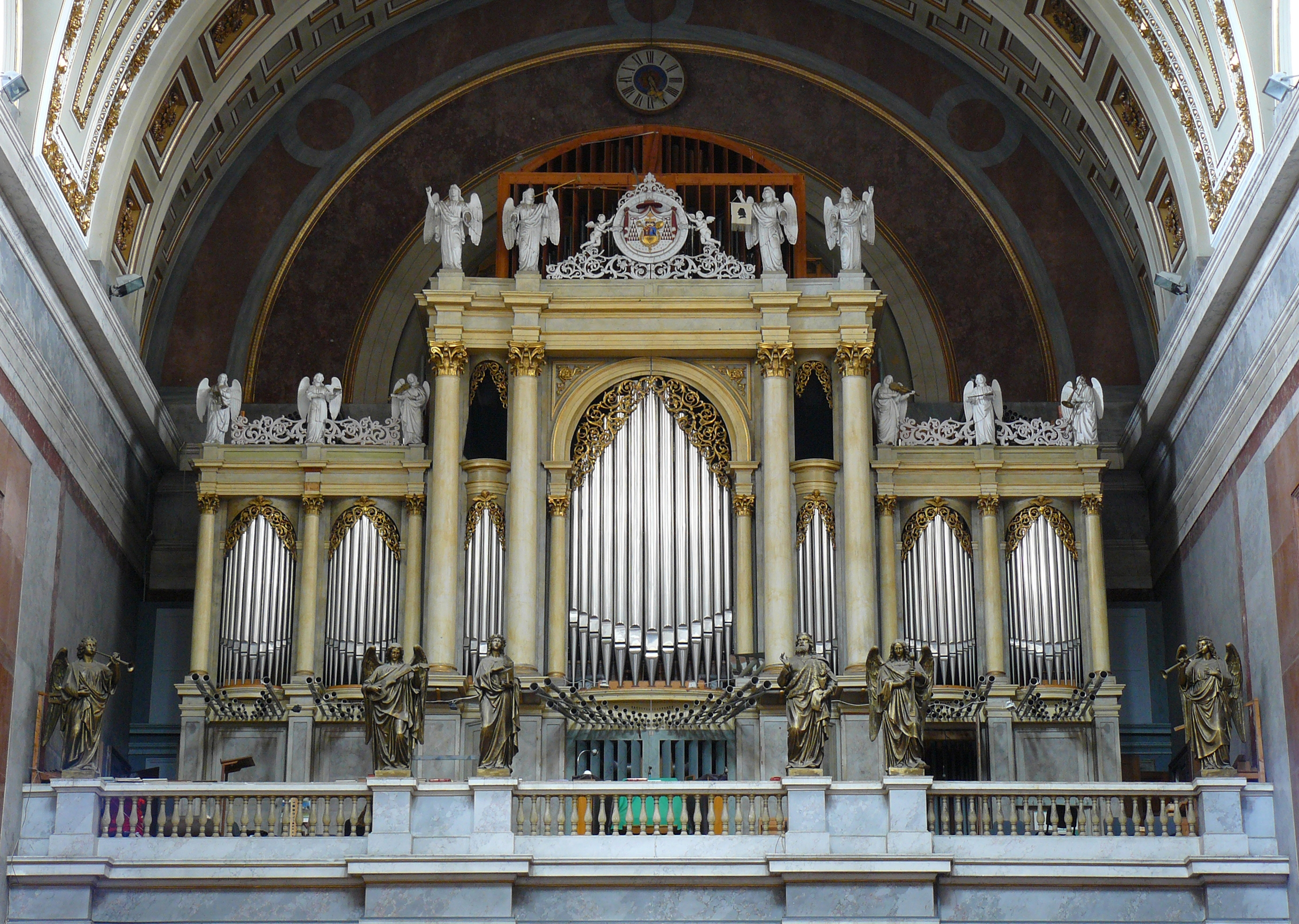
Il grande organo della cattedrale

L'organo originale della nuova cattedrale era opera del fabbricante salisburghese Ludwig Mooser, che si era stabilito ad Eger, in Ungheria. Esso venne posto in opera nel 1856. Aveva 49 registri su tre tastiere manuali ed una pedaliera con 3530 canne. I suoi singoli elementi per il montaggio vennero trasportati per via fluviale sul Danubio. Nel corso della seconda guerra mondiale lo strumento subì danni irreparabili.
L'attuale organo ha 147 registri, 38 voci su due tastiere manuali ed una pedaliera.